# Osogna
Osogna foi uma comuna da Suíça, no Cantão Tessino, com cerca de 966 habitantes. Estendia-se por uma área de 18,97 km², de densidade populacional de 51 hab/km². Confinava com as seguintes comunas: Arvigo (GR), Biasca, Cauco (GR), Cresciano, Iragna, Lodrino. 
A língua oficial nesta comuna era o Italiano. 
Em 2 de abril de 2017, passou a formar parte da nova comuna de Riviera.

## O patriciado
O patriciado ou comuna patricia inclui todas as antiga famílias originais de concelho, que administra a herança indivisa da comunidade, tais como florestas, campos, montanhas, prados alpinos e são responsáveis pela manutenção das estruturas, estradas, pontes, fontes.
Mais antiga instituição pública da comuna, o patriciado tem toda a área de montanha, especialmente florestas e pastos do vale Osogna. Esta instituição remonta à Idade Média.
Um regulamento de 1410 prevê que, se uma família tem mais de 10 cabras deve pagar o dízimo (um bom garoto). Interessante é também a acta da reunião de 3 de agosto de 1448. Você decide a localização de um edifício para uma serraria. Estes foram designados apenas pelo nome (José de Cornón ou John de Roncasc).
O gozo das pastagens durante o verão foi dividida entre as famílias patrícias (Boggia de Casnedi para a família Pellanda, a família Orz Boggia de Orz para a família Jemetti, Boggia de Otri para a família Mattei). Esta atividade agrícola típico da região alpina (transumância estático: eles começaram a escalar as montanhas para terminar em lugar nas pastagens no final do verão 2000 m) foi abandonado em 1950.
O velho famílias patrícia de Osogna são:
- Guidi, Jemetti, Malaguerra, Mattei, Negrini, Pellanda.

## História
O lugar é chamado pela primeira vez em um documento datado de 1299. Tumbas romanas foram encontrados perto do rio Nala.
A agricultura era a principal atividade da população. As castanhas são um fruto importante para a alimentação. A videira é também cultivada em mais favorável.
Trigo e centeio são cultivadas para o consumo local. Feixes de trigo foram espancados e deixados para secar no "Rascana" (uma estrutura de madeira como uma escada muito grande), precisamente na área chamada "Rascana".
No Vale das Osogna havia muitos animais selvagens. O urso foi morto última em 1837 por Francesco Antonio Mattei
Entre 1808 e 1837 foram de 15 ursos mortos no Osogna vale. O estado paga uma recompensa de 50 libras de Milão por ter morto (eu tinha que entregar a perna direita).
A vila era uma rota para a passagem do Passo de São Gotardo. Algumas tabernas se encarregou de os passageiros e os cavalos pararam para passar a noite.
O rio Tessino muitas vezes inundadas prados e campos do plano. Ainda hoje, apesar dos abrigos, acontece que algumas áreas são inundadas.
A indústria de granito tem crescido com a abertura da Estrada de Ferro de São Gotardo. Em 1899 mais de 1500 trabalhadores trabalhou na pedreiras do Osogna: era uma grande indústria de Cantão Tessino, são altamente dependentes das condições econômicas. Em 1908 a produção já tinha diminuído pela metade e a competição do concreto se tornou mais e mais forte. Os trabalhadores vieram da Itália. Os silicose era doença profissional típica para as canteiros. A greve para obter melhores condições de trabalho e os salários eram frequentes. A última pedreiras estavam ativos até 1960. Hoje, as pedreiras ainda estão abertas para Cresciano.
A abertura da estrada de ferro de São Gotardo (em 1882) permite que várias pessoas para trabalhar como operários para a manutenção da linha, em oficinas mecânicas de Bellinzona e Biasca ou trabalhador ferroviário.
Após a Primeira Guerra Mundial, a escola de Osogna era conhecida em Canton e no estrangeiro desde a mestra Giovannina Mattei-Alberti praticou o método Montessori.
Emigração para os Estados Unidos e América Latina tem sido muito forte no século XIX até a Segunda Guerra Mundial.
Osogna era a capital do Bailiwick (1573-1798) e é a capital do distrito de Riviera desde 1803. A Vogt representava o poder dos três cantões soberanos (Uri, Schwyz e Unterwalden) e administram a justiça. A pena de morte teve lugar na "Justiça" entre Biasca e Osogna (tais como as impostas aos assassinos, feiticeiros, hereges e bruxas).
O centro permaneceu intacto, desenvolvido principalmente ao longo da estrada principal. Até 1798, passou a abrigar a residência do bailio de Uri, Schwyz e Unterwalden, administrador dos domínios da Riviera.

## Geografia
Osogna é de 15 quilômetros ao norte de Bellinzona e 5 km ao sul de Biasca, na margem esquerda do rio Ticino. O pico mais alto é o Torrone de Orza, ou Torrone Alto (2952 m).O rio Nala divide a cidade em duas. O rio Boggera marca a fronteira com Cresciano.
As rochas da região são gnaisse e granito.
A vegetação é composta de árvores de folha caduca (faia, o castanheiro) até 900 m de altitude e mais tarde por coníferas (abetos, larch) até 2000 m de altitude

## Paróquia de Osogna
Os católicos são membros desta paróquia. A igreja paroquial, dedicada aos Santos Gratiniano e Felino, é  de 1498.
Há outras duas igrejas na cidade: a igreja de Santa Maria (final da Idade Média, com retábulo gótico de Ivo Striegel), construído sobre as fundações de um antigo castelo e a igreja de Santa Pietà (1699-1729).